# Manuel García Gil
Manuel García Gil, O.P. (San Salvador de Camba, Lugo, 14 de marzo de 1802-Zaragoza, 28 de abril de 1881) fue un cardenal español del siglo XIX.

## Biografía
García Gil era miembro de la Orden de Predicadores y se vio obligado a abandonar el convento de la orden en Oviedo durante la desamortización de 1836.
Fue nombrado obispo de Badajoz en 1854 y promovido a arzobispo de Zaragoza en 1858. Participó en el Concilio Vaticano I en 1869-1870. El papa Pío IX le creó cardenal el 21 de marzo de 1877 y participó en el cónclave de 1878 en el que León XIII fue elegido. Su tumba se encuentra en la Catedral del Salvador de Zaragoza.
| Predecesor: Javier Rodríguez Obregón       | Obispo de Badajoz 1854-1858     | Sucesor: Diego Mariano Alguacil                 |
| Predecesor: Manuel María Gómez de la Rivas | Arzobispo de Zaragoza 1858-1881 | Sucesor: Francisco de Paula Benavides Navarrete |